# Simon von Düren

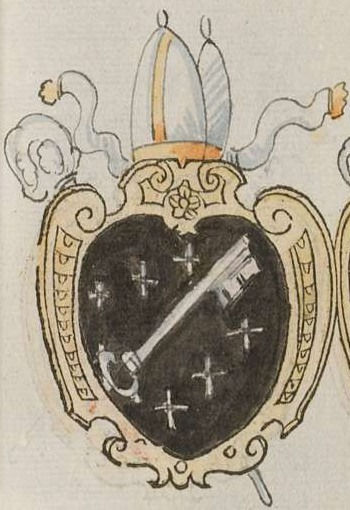
Wappen des Bistums Worms

Simon von Düren (* um 1400, verm. in Düren; † 28. August 1470 in Worms) war Karmelit und 1457 bis 1470 Weihbischof des Bistums Worms sowie Titularbischof von Mayo.

## Leben und Wirken
Er stammte aus Düren, trat in den Karmelitenorden ein, war Baccalaureus der Theologie und erscheint von 1439 bis 1444 als Prior des Karmelitenkonvents in Aachen.
Danach hatte Simon von Düren das gleiche Amt im Karmeliterkloster Köln und war Pönitentiar des Kölner Erzbischofs Dietrich II. von Moers. 1457 berief ihn der Wormser Oberhirte Reinhard von Sickingen zu seinem Weihbischof, Papst Calixt III. ernannte den Ordenspriester am 12. August des Jahres zum Titularbischof von Mayo, in Irland. In dieser Funktion wirkte er bis zu seinem Tod im Jahr 1470. Er wurde in der 1632 zerstörten Kirche des Karmeliterklosters in Worms am Eingang zum Chor beigesetzt.
Simon von Düren wird zuweilen auch als Weihbischof in Münster angeführt, was jedoch laut dem Historiker Wilhelm Kohl (1913–2014) eine Falschangabe ohne jeglichen Beleg sei.